# Galaxia de Barnard
La galaxia de Barnard o NGC 6822 es una galaxia irregular en la constelación de Sagitario. Forma parte del Grupo Local y es una de las galaxias más cercanas a la Vía Láctea. Es similar en estructura y composición a la Pequeña Nube de Magallanes. Fue descubierta por E. E. Barnard en 1884, a quien debe su nombre. Su estudio está dificultado por su proximidad al plano galáctico, por lo que sufre los efectos del polvo interestelar.
Distante 1,6 millones de años luz, pertenece a un vasto conjunto de galaxias irregulares que no parecen formar parte de ningún subgrupo en particular. Se trata de la primera galaxia en la cual se detectaron variables cefeidas. Históricamente hay que señalar que con esta galaxia, en 1925 Edwin Hubble demostró por vez primera la existencia de galaxias exteriores a la Vía Láctea.
La galaxia de Barnard es considerada como un prototipo de las primitivas galaxias fragmentarias que habitaron el universo joven. Tiene un gran número de regiones HII, nebulosas de emisión formadas principalmente por hidrógeno ionizado, así como un brazo azulado de estrellas jóvenes que se extiende hacia la zona superior derecha. De todos modos, de acuerdo con algunos autores muestra un bajo número de estrellas muy brillantes y masivas, y no parece estar actualmente formando estrellas a gran ritmo
Utilizando el telescopio espacial Hubble se ha descubierto en ella una nebulosa, bautizada como Hubble V, que permite tener una visión de cómo debe haber sido la formación de estrellas ultra-calientes y muy luminosas en las primeras épocas del universo. Hubble X es otra activa región de formación estelar dentro de esta galaxia.
NGC 6822 es también una galaxia de anillo polar; un estudio reciente muestra que su hidrógeno neutro —que llega además a una buena distancia— está distribuido en un anillo perpendicular a la galaxia, así como que las estrellas que la rodean son restos de un encuentro con otra galaxia en el pasado.

## Curiosidades
Desde NGC 6822 no se podrían estudiar bien las tres mayores galaxias del Grupo Local (Andrómeda, nuestra Vía Láctea, y Triángulo), debido a que desde ella se ven muy inclinadas lo cual dificultaría el estudio de por ejemplo su estructura; esto significa también que esta galaxia sería difícil de estudiar desde ellas debido a los efectos de oscurecimiento y enrojecimiento del polvo interestelar. 

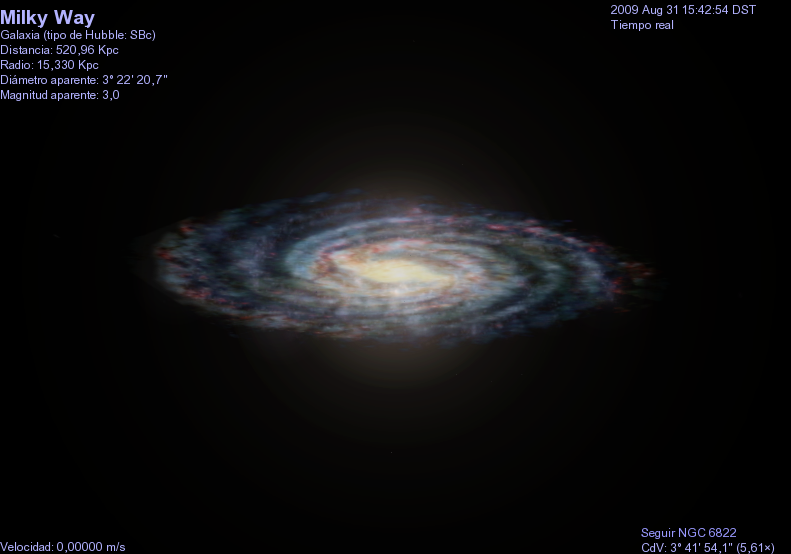
Nuestra galaxia vista desde NGC 6822.
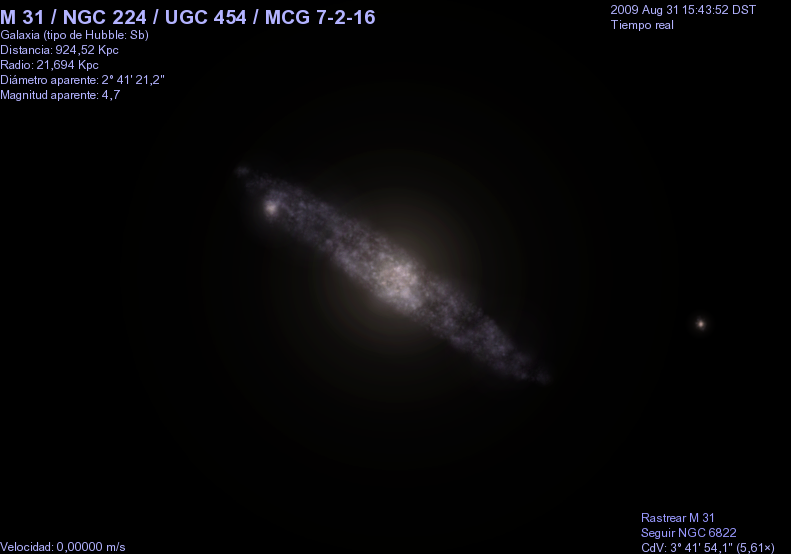
Andrómeda vista desde NGC 6822.
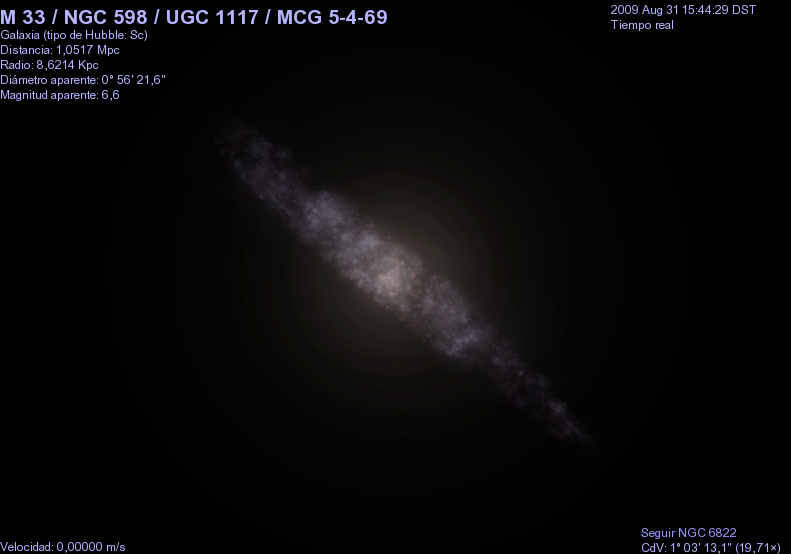
Triángulo vista desde NGC 6822.

El aspecto de nuestra galaxia sería muy similar al que tiene M31 desde ella, que a su vez se vería desde NGC 6822 incluso más de canto que cómo la vemos nosotros. Triángulo, finalmente, se vería más o menos tan de canto cómo Andrómeda.